# トム・ピドコック
トム・ピドコック (Thomas "Tom" Pidcock OBE、1999年7月30日 - ) は、イギリス、ウェスト・ヨークシャー・リーズ出身の自転車競技選手。 シクロクロス、マウンテンバイクレース、ロードレース、トラックレースの各分野で競技している。

## 主な戦績

### シクロクロス
2015-2016年
- PH-MAS Oldfield/Paul Milnes Cycles (ロード、シクロクロス)に加入

- UCIシクロクロスワールドカップ ジュニア
  - グランプリ・アドリ・ファンデルプール 2位
- UCIシクロクロス世界選手権大会 ジュニア 5位
- UECシクロクロス欧州選手権 ジュニア 8位

2016-2017
- UCIシクロクロス世界選手権大会 ジュニア 優勝
- UECシクロクロス欧州選手権 ジュニア 優勝
- イギリス選手権シクロクロス ジュニア 優勝
- UCIシクロクロスワールドカップ ジュニア 総合3位

2017-2018
- イギリス選手権シクロクロス  U23 優勝
- UCIシクロクロスワールドカップ  U23 総合優勝
- UECシクロクロス欧州選手権 U23 2位

2018-2019
- TP Racing (ロード、シクロクロス)に加入。
- イギリス選手権シクロクロス 優勝
- UCIシクロクロス世界選手権大会 U23 優勝
- UECシクロクロス欧州選手権 U23 優勝
- UCIシクロクロスワールドカップ  U23 個人総合優勝

2019-2020
- イギリス選手権シクロクロス 優勝
- UCIシクロクロス世界選手権大会 2位
- スーパープレスティージュ U23 総合優勝

2020-2021
- スーパープレスティージュ
  - シクロクロス・ガーフェレ 優勝

2021-2022
- UCIシクロクロスワールドカップ
  - ルクフェン 優勝
  - ベスティングクロス 優勝
- シクロクロス・グルレーゲム 優勝
- UCIシクロクロス世界選手権大会  優勝

2022-2023
- スーパープレスティージュ
  - シクロクロス・ボーム 優勝
- X²O・バットカームルス・トロフェー
  - コルトレイク 優勝

2023-2024
- UCIシクロクロスワールドカップ
  - ナミュール 優勝

### ロードレース
2017

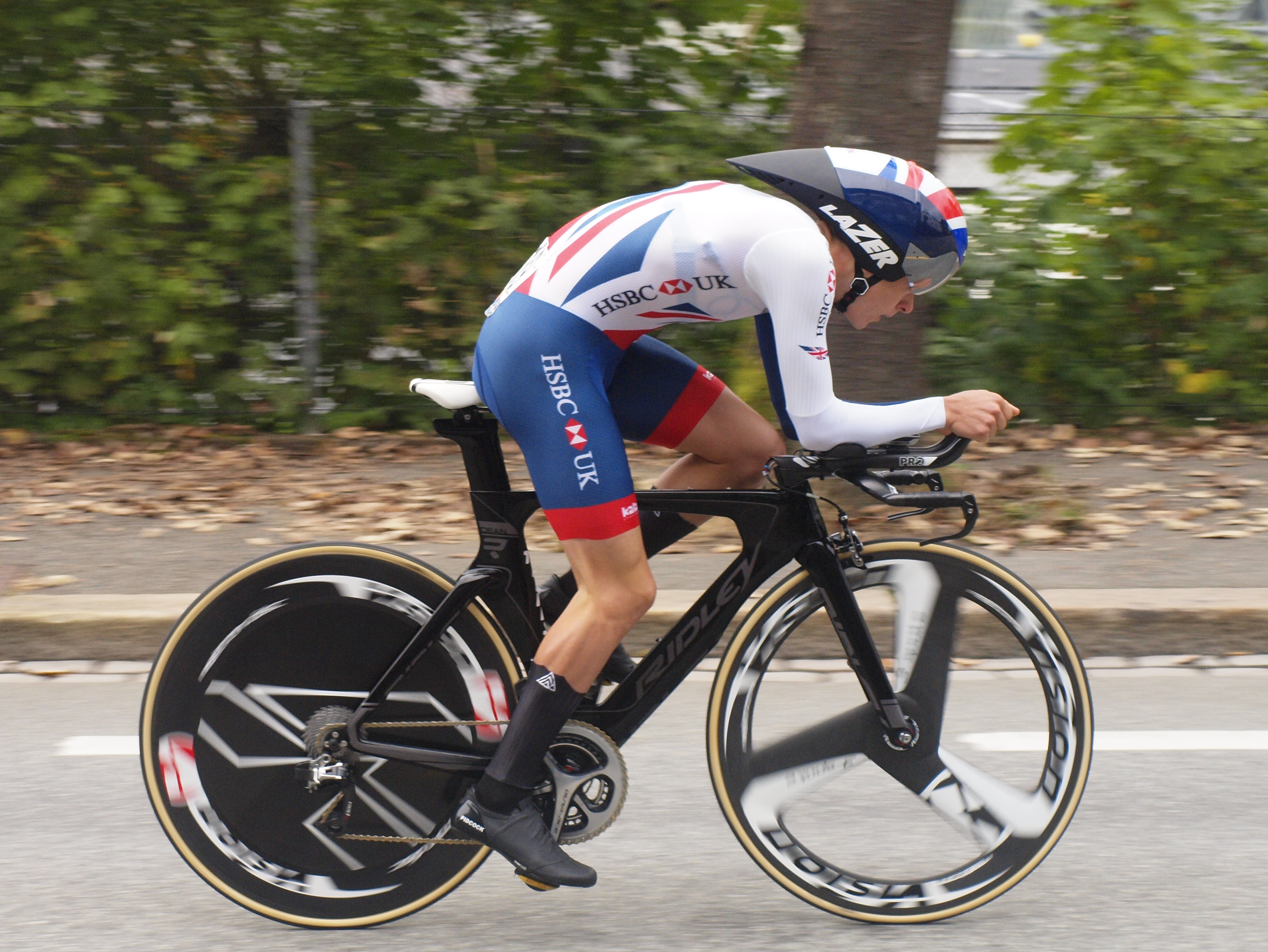
優勝した2017UCIロード世界選手権タイムトライアル・ジュニアにて

- UCIロード世界選手権大会  タイムトライアル ジュニア 優勝
- ジュニア・ツアー・オブ・ウェールズ  総合優勝 （第1ステージ・個人タイムトライアル、第5ステージ優勝）
- Grand Prix Rüebliland  総合優勝、 ポイント賞（第3ステージ・個人タイムトライアル優勝）
- パリ〜ルーベ・ジュニア 優勝
- イギリス選手権 ロードレース ジュニア 2位
- 英国ナショナル・クリテリウム・チャンピオンシップ  優勝

2018
- イギリス選手権ロードレース タイムトライアル U23 3位

2019
- ツール・アルザス  総合優勝、 ヤングライダー賞（第2ステージ優勝）
- パリ〜ルーベ・エスポワール 優勝
- ル・トリプティク・デ・モン・エ・シャトー 総合3位、 ポイント賞（第2bステージ優勝）
- UCIロード世界選手権大会 ロードレース U23 3位

2020
- ジロ・チクリスティコ・ディタリア  総合優勝、 山岳賞（第4、7、8ステージ優勝）
- UEC ヨーロッパ選手権ロードレース U23 個人タイムトライアル 4位

2021
- ブラバンツ・ペイル 優勝
- アムステルゴールドレース 2位

2022
- ツール・ド・フランス 区間1勝（第12ステージ）
- ツアー・オブ・ブリテン  ポイント賞

2023
- ヴォルタ・アン・アルガルヴェ 区間優勝（第4ステージ）
- ストラーデ・ビアンケ 優勝

2024
- アムステルゴールドレース 優勝

2025
- アルウラー・ツアー（英語版）  総合優勝、 ポイント賞（第2、4ステージ優勝）
- ブエルタ・ア・アンダルシア 区間優勝（第2ステージ）

### マウンテンバイクレース
2019
- イギリス選手権マウンテンバイク クロスカントリー  U23 優勝

2020
- UCIマウンテンバイク世界選手権
  -  E-MTB（電動アシストマウンテンバイク） クロスカントリー 優勝
  -  U23 クロスカントリー 優勝
- UCIマウンテンバイクワールドカップ  U23 クロスカントリー 個人総合優勝

2021
- 東京オリンピック マウテンバイク・クロスカントリー  優勝
- UCIマウンテンバイクワールドカップ クロスカントリー
  - ノヴェー・ムニェスト 優勝

2022
- UCIマウンテンバイクワールドカップ クロスカントリー
  - アルプシュタット 優勝
  - ノヴェー・ムニェスト 優勝
- UECヨーロッパ選手権 クロスカントリー  優勝

2023
- UCIマウンテンバイク世界選手権
  -  クロスカントリー 優勝
- UCIマウンテンバイクワールドカップ クロスカントリー XCO
  - ノヴェー・ムニェスト 優勝
  - モンサンタンヌ
- UCIマウンテンバイクワールドカップ クロスカントリー XCC
  - ノヴェー・ムニェスト 優勝

2024
- パリオリンピック マウテンバイク・クロスカントリー  優勝
- UCIマウンテンバイクワールドカップ クロスカントリー XCO
  - ノヴェー・ムニェスト 優勝
  - クラン＝モンタナ 優勝
- UCIマウンテンバイクワールドカップ クロスカントリー XCC
  - クラン＝モンタナ 優勝
- シマノ・スーパー・カップ（英語版）
  - ラ・ヌシア 優勝

### トラックレース
2017年
- イギリス選手権トラックレース スクラッチ 優勝